# Julius du Mont
Julius du Mont (París, Francia, 15 de diciembre de 1881 - Hastings, Reino Unido 7 de abril de 1956) fue un pianista, profesor de piano, jugador de ajedrez, periodista, editor y escritor. Estudió música en el Conservatorio de Fráncfort del Meno y en Heidelberg y se convirtió en concertista de piano. Emigró a Inglaterra de joven y se convirtió en un exitoso profesro de piano. Entre sus pupilos estuvo Edna Iles. Se asentó en Londres y también se ganó una reputación como fuerte jugador de ajedrez. Ganó campeonatos de ajedrez de club y de condado en el periodo que precedió a la Primera Guerra Mundial y demostró maestría del idioma inglés escribiendo un manual sobre la ametralladora Lewis. Después de la guerra, la literatura ajedrecística le ocupó la mayor parte de su tiempo. Tal vez su trabajo más famoso fue 500 Partidas de Ajedrez Magistrales (1952), escrita en colaboración con Savielly Tartakower. 
Durante algunos años, du Mont fue columnista de ajedrez del The Field y del The Guardian. Entre 1940 y 1949 fue editor del British Chess Magazine. 

## Traducciones
- Estrategia de ajedrez de Edward Lasker
- Dos volúmenes de Mis Mejores Partidas de Ajedrez de Alexander Alekhine (el primero con M. E. Goldstein)